# Derchigny
Derchigny là một xã thuộc tỉnh Seine-Maritime trong vùng Normandie miền bắc nước Pháp.

## Huy hiệu
| Arms of Derchigny | The arms of Derchigny are blazoned: Vert, a bend sinister argent between a castle and in base a coffee leaf bendwise sinister. |

## Dân số
| Năm | 1962 | 1968 | 1975 | 1982 | 1990 | 1999 | 2006 |
| --- | ---- | ---- | ---- | ---- | ---- | ---- | ---- |
| Dân số | 282  | 291  | 314  | 379  | 384  | 416  | 509  |
| From the year 1962 on: No double counting—residents of multiple communes (e.g. students and military personnel) are counted only once. |      |      |      |      |      |      |      |